# Diplectrona salakensis
Diplectrona salakensis is een schietmot uit de familie Hydropsychidae. De soort komt voor in het Oriëntaals gebied.